# Moulage par compression

Schéma simplifié du procédé de moulage par compression

Le moulage par compression est un procédé de mise en forme par moulage de pièces en matériaux plastiques ou composites. Ces matériaux peuvent être à base des thermoplastiques et surtout des thermodurcissables.

## Applications
Le moulage par compression est principalement utilisé pour la fabrication d'objets de faibles épaisseurs de forme plane ou voisine de celle d'une boite. Exemples : couverts, boutons, poignées, grands récipients.

## Matières
Les principales matières plastiques mises en forme par moulage par compression sont les polyesters, les polyimides (PI), les polyamideimides (en) (PAI), les polysulfures de phénylène (PPS), les polyétheréthercétones (PEEK) et les matériaux composites à renfort fibre à base de Bulk Molding Compound (en) (BMC) et surtout de Sheet Molding Compound (SMC).

## Mode opératoire
Les matières premières se présentent généralement sous forme de poudres, de granulés, de semi-solides ou de préformés.
Les étapes suivantes constituent le moulage :
- chauffage du moule ;
- mise des matières premières dans le moule ouvert ;
- fermeture du moule ;
- pressage pour obliger la matière à remplir le moule, l’excès de matière est évacué par des canalisations faites pour ce but ;
- maintien, dans le cas des matières thermodurcissables, de la chauffe et de la pression jusqu'à la fin de la cuisson (réticulation) ;
- refroidissement du moule ;
- ouverture du moule et récupération de la pièce.

## Paramètres de moulage
Les principaux paramètres qui déterminent la qualité du moulage sont :
- la quantité de matière ;
- les vitesses de fermeture de la presse ;
- la pression sur la matière ;
- la température du moule ;
- la durée et la technique de chauffe ;
- la durée et la technique de refroidissement.